# Gesinnungsethik
Die Gesinnungsethik ist eine der moralischen Theorien, die Handlungen nach der Handlungsabsicht und der Realisierung eigener Werte und Prinzipien bewertet, und zwar ungeachtet der nach oder mit der vollzogenen Handlung eingetretenen Handlungsfolgen. Auch Gesinnungsethiker müssen jedoch vor ihren Handlungen die erwarteten Handlungsfolgen gründlich und angemessen beurteilen und in ihr Urteil über eine moralisch richtige Handlung einbeziehen. Der Ausdruck wurde als Fachterminus von Ernst Troeltsch, Max Scheler und vor allem von Max Weber mit jeweils leicht unterschiedlicher Bedeutung in die Ethikdiskussion eingeführt. Bei Scheler ist der Gegenbegriff „Erfolgsethik“, bei Weber „Verantwortungsethik“; Troeltsch kontrastierte insbesondere die so genannte objektiv-theologische Güterethik, die sich am Handlungserfolg orientiere. Weber definierte die Gesinnungsethik dahingehend, dass „der Eigenwert des ethischen Handelns [...] allein zu seiner Rechtfertigung genügen soll“. In der christlichen Ethik hat die Gesinnungsethik im 18. und 19. Jahrhundert eine zentrale Rolle eingenommen.

## Beispiele
Ein Beispiel für Gesinnungsethik ist die Haltung der Zeugen Jehovas, die Bluttransfusionen ablehnen und den Kriegsdienst kategorisch verweigern, selbst wenn sie dadurch ihr eigenes Leben gefährden. Ein Gegensatz zu einer Ethik, die sich vorrangig an den Konsequenzen der Handlungen orientiert – diese wird als konsequentialistische Ethik, Verantwortungsethik oder Erfolgsethik bezeichnet – entsteht in Entscheidungssituationen, in denen ein moralisches Dilemma vorliegt. So ist es in Deutschland grundsätzlich untersagt, Menschenleben gegeneinander aufzuwiegen. Eine Sonderregelung bestand jedoch etwa nach § 14 Luftsicherheitsgesetz im Fall von Terroranschlägen mit dem Flugzeug, wonach ein bewaffneter Eingriff auch dann erlaubt sein kann, wenn dadurch der Tod Unbeteiligter in Kauf genommen wird; diese Bestimmung wurde vom Bundesverfassungsgericht aber für unvereinbar mit dem Grundgesetz und daher für nichtig erklärt. Ein weiteres Beispiel ist die Frage der Abtreibung und die Entscheidung über den Erhalt ungeborenen Lebens.

## Antike
Die Idee einer an der Gesinnung orientierten Ethik findet sich schon in der Antike, etwa wenn für Platon schon der Versuch einer guten Handlung als gut gilt (Phaidros 274 a/b). Als Gesinnung kann man bei Aristoteles die als Tugend erarbeitete Haltung auffassen (EN 1103 a, 9–10, 1106 a, 6–7, 1120 b, 7–9). Besonders für die Stoa galt die Absicht (intentio) einer Handlung als Maßstab der Glückseligkeit. Eine Gesinnungsethik vertrat auch Augustinus.

## Gesinnungsethik bei Kant
Zweifellos hat Immanuel Kant eine Art von Gesinnungsethik vertreten, die allerdings nicht im Gegensatz zu einer Verantwortungsethik, sondern allenfalls zu einer bloßen „Erfolgsethik“ steht. Max Weber hat als Beispiel für eine Gesinnungsethik keineswegs Immanuel Kant angeführt. Erst spätere Kommentatoren haben diese Charakterisierung Weber zugeschrieben. Andere haben die Unterscheidung von Gesinnungs- und Verantwortungsethik aber auch allgemein und speziell in Bezug auf Kant zurückgewiesen.
Die Position Kants ergibt sich aus der Grundlegung zur Metaphysik der Sitten. Hier stellt Kant fest:

„Es ist überall nichts in der Welt, ja überhaupt auch außer derselben zu denken möglich, was ohne Einschränkung für gut könnte gehalten werden, als allein ein guter Wille.“

„Der gute Wille ist nicht durch das, was er bewirkt oder ausrichtet, nicht durch seine Tauglichkeit zu Erreichung irgend eines vorgesetzten Zweckes, sondern allein durch das Wollen, d. i. an sich, gut und, für sich selbst betrachtet, ohne Vergleich weit höher zu schätzen als alles, was durch ihn zu Gunsten irgend einer Neigung, ja wenn man will, der Summe aller Neigungen nur immer zu Stande gebracht werden könnte.“

„Endlich giebt es einen Imperativ, der, ohne irgend eine andere durch ein gewisses Verhalten zu erreichende Absicht als Bedingung zum Grunde zu legen, dieses Verhalten unmittelbar gebietet. Dieser Imperativ ist kategorisch. Er betrifft nicht die Materie der Handlung und das, was aus ihr erfolgen soll, sondern die Form und das Princip, woraus sie selbst folgt, und das Wesentlich=Gute derselben besteht in der Gesinnung, der Erfolg mag sein, welcher er wolle. Dieser Imperativ mag der der Sittlichkeit heißen.“

Diese Aussage Kants ist häufig so interpretiert worden, als ob es ihm nur um den guten Willen gehe und die Wirkung einer Handlung ihn nicht interessiere. Beispielhaft ist die Kritik Max Schelers:

„In diesem Satz ist die falsche Gesinnungsethik fast bis zur Absurdität gesteigert. Ein Wollen von etwas, an dessen Wirklichkeit ‚uns nicht gelegen’ ist, ist, wie schon Sigwart hervorhob, ein Wille, ‚der das nicht will, was er will’. Das von Kant geforderte Verhalten ist also überhaupt unmöglich. Außerdem aber liegt dem Satz die falsche Meinung zugrunde, es könne als sittlich gelten, wenn es zum Inhalt des Wollens wird, ‚gelegentlich’ fremden Leides durch eine Handlung der Hilfe eine sittliche Gesinnung (sei es von uns selbst oder von anderen), ‚an den Tag zu legen’.“

Scheler übersah in dieser Kritik, dass Kant grundsätzlich davon ausging, dass eine beabsichtigte Handlung in Bezug auf den erwarteten Erfolg beurteilt wird und dass dieser als gut gilt. Kant diskutiert die Frage, ob eine Handlung, die im Erfolg gut ist, auch moralisch gut ist. Wenn jemand einem ledigen, altersschwachen Onkel hilft, ist dies an sich gut. Moralisch gut ist diese Handlung aber erst, wenn sie aus dem Motiv erfolgt, dem Onkel das Leben zu erleichtern und wenn nicht vorrangig dahinter der Eigennutz steht, etwa sein Erbe abzusichern. Bei Kant heißt es hierzu:

„Ich übergehe hier alle Handlungen, die schon als pflichtwidrig erkannt werden, ob sie gleich in dieser oder jener Absicht nützlich sein mögen; denn bei denen ist gar nicht einmal die Frage, ob sie aus Pflicht geschehen sein mögen, da sie dieser sogar widerstreiten. Ich setze auch die Handlungen bei Seite, die wirklich pflichtmäßig sind, zu denen aber Menschen unmittelbar keine Neigung haben, sie aber dennoch ausüben, weil sie durch eine andere Neigung dazu getrieben werden.“

„Denn bei dem, was moralisch gut sein soll, ist es nicht genug, daß es dem sittlichen Gesetze gemäß sei, sondern es muß auch um desselben willen geschehen; widrigenfalls ist jene Gemäßheit nur sehr zufällig und mißlich, weil der unsittliche Grund zwar dann und wann gesetzmäßige, mehrmals aber gesetzwidrige Handlungen hervorbringen wird.“

Man kann Kants Ethik daher nicht auf eine reine Gesinnungsethik reduzieren, sondern muss beachten, dass der absehbare Handlungserfolg für Kant eine maßgebliche Rolle spielt.

## Die Gesinnungsethik bei Max Weber
Max Weber analysiert in Politik als Beruf die Gesinnungsethik. Es handelt sich um eine Rede, die Weber am 25. Januar 1919  vor Münchener Studenten unter dem Eindruck der Münchner Räterepublik gehalten hat. Die Rede ist nicht die Entwicklung einer ethischen Theorie, sondern die Mahnung, in der politischen Auseinandersetzung nicht der Ideologie den Vorrang vor dem politisch Vertretbaren zu geben. Die Rede wandte sich insbesondere gegen die Auffassung, dass der Zweck die Mittel heiligt. In diesem Sinne ist eine auf einer Gesinnung beruhende Politik zwar legitim, sie soll sich aber in Hinblick auf die Wirkungen politischen Handelns vor allem an einer Verantwortungsethik orientieren: 

„Man mag einem überzeugten gesinnungsethischen Syndikalisten noch so überzeugend darlegen, daß die Folgen seines Tuns die Steigerung der Chancen der Reaktion, gesteigerte Bedrückung seiner Klasse, Hemmung ihres Aufstiegs sein werden, – und es wird auf ihn gar keinen Eindruck machen. […] „Verantwortlich“ fühlt sich der Gesinnungsethiker nur dafür, dass die Flamme der reinen Gesinnung, die Flamme z. B. des Protestes gegen die Ungerechtigkeit der sozialen Ordnung, nicht erlischt. Sie stets neu anzufachen, ist der Zweck seiner, vom möglichen Erfolg her beurteilt, ganz irrationalen Taten, die nur exemplarischen Wert haben können und sollen.“